# Skogsbranden i Bodträskfors 2006
Skogsbranden i Bodträskfors 2006  var en stor skogsbrand som härjade i trakten nordväst om Bodträskfors på västra sidan av Luleälven i Norrbottens län mellan den 11 augusti och den 8 september 2006. 
Under de 29 dagarna som branden rasade eldhärjades 1 900 hektar. Insatsen leddes av räddningsledning från Bodens räddningstjänst. I släckningen medverkade folk från alla utan två räddningstjänster i Norrbottens län samt från Sundsvall, Örnsköldsvik, Malå, Ånge, Skellefteå, Lycksele, Storuman och Finland samt från Södra Roslagens Brandförsvarsförbund, räddningstjänsten vid Norrbottens flygflottilj (F 21) och 30 personer från hemvärnet. Ingen människa omkom eller skadades allvarligt, och inte heller något bostadshus brann ned.

## Brandens ungefärliga förlopp

### 11 augusti
Brandområdet var omkring 300 meter långt och 50 meter brett längs en skogstraktorväg, när det först nåddes efter larm. Branden blev okontrollerbar under en mindre insats. Ytterligare resurser samt helikopter för rekognosering och vattenbegjutning togs in, men vid 21-tiden var brandområdet omkring 2,4 kilometer x 400 meter.

### 12 augusti
På morgonen var läget stabilt, under dagen kastade vinden och många bränder uppstod.

### 13 augusti
Brandområdet ökade snabbt till omkring 500 hektar och insatsen inriktades på att inringa 1 000 hektar med brandgator. Branden rörde sig 5 m/sek och var vid 12-tiden okontrollerbar, varför viss evakuering vidtogs. Det pågick samtidigt denna dag, och andra dagar, flera bränder på annat håll som krävde resurser.

### 14 augusti
Branden fortsatte.

### 15 augusti
Det eldhärjade området var 800 hektar och brandfronten i norr kom 400 meter från brandgatan. En stor insats av helikoptrar skedde under eftermiddagen. 

### 16 augusti
Brandens omfattning var 800 hektar och det avgränsade området 1 500 hektar. Branden började komma under kontroll.

### 17 augusti
Glödbränder förekom, men annars var situationen lugn och spridningsrisken över.

### 18-22 augusti
Punktvisa bränder bekämpades, ibland brann det rejält.

### 23-24 augusti
Flera bränder tilltog i styrka.

### 25 augusti-7 september
Småeldar eftersläcktes, bland annat med fortsatt vattenbegjutning från luften.

## Vattenbegjutning från luften
Vattenbegjutning från luften från helikoptrar skedde kontinuerligt under hela släckningsarbetet i det vidsträckta området. Som flest var den 15 augusti, under den femte dagen, sju helikoptrar i luften för vattenbegjutning, varav fyra civila, samt en Bölkow 105 för översiktsrekognosering. Första helikopterskvadronen i Luleå medverkade med bland annat flygsamordning och försvaret hade tidvis också tunga helikoptrar i tjänst, två Helikopter 4 (Vertol) och en eller två helikopter 10 (Super Puma). Sju vattenbombande helikoptrar var vad som ansågs samtidigt få rum i luftrummet.